# Isotomurus retardatus
Isotomurus retardatus är en urinsektsart som beskrevs av James P. Folsom 1937. Isotomurus retardatus ingår i släktet Isotomurus och familjen Isotomidae. Inga underarter finns listade i Catalogue of Life.